# East Staffordshire
L'East Staffordshire è un distretto con status di borough dello Staffordshire, Inghilterra, Regno Unito, con sede a Burton upon Trent.
Il distretto fu creato con il Local Government Act 1972, il 1º aprile 1974 dalla fusione del county borough di Burton upon Trent con il distretto urbano di Uttoxeter, con il distretto rurale di Tutbury ed il distretto rurale di Uttoxeter.

## Parrocchie civili
- Abbots Bromley
- Anglesey
- Anslow
- Barton-under-Needwood
- Blithfield
- Branston
- Brizlincote
- Burton
- Croxden
- Denstone
- Draycott in the Clay
- Dunstall
- Ellastone
- Hanbury
- Hoar Cross
- Horninglow and Eton
- Kingstone
- Leigh
- Marchington
- Mayfield
- Okeover
- Newborough
- Outwoods
- Ramshorn
- Rocester
- Rolleston on Dove
- Shobnall
- Stanton
- Stapenhill
- Stretton
- Tatenhill
- Tutbury
- Uttoxeter
- Uttoxeter Rural
- Winshill
- Wootton
- Wychnor
- Yoxall